# Themone
Themone es un género de mariposas de la familia Riodinidae.

## Descripción
Especie tipo Helicopis pais Hübner, 1820.

## Especies
Especies reconocidas en el género, de distribución neotropical.
- Themone pais (Hübner, [1820]) presente en Guyana francesa, Guyana, Surinam, Venezuela, Brasil y Perú
- Themone poecila Bates, 1868 present in Brazil
- Themone pulcherrima (Herrich-Schäffer, [1853]) presente en Surinam